# Södermanlands runinskrifter 228
Södermanlands runinskrifter 228 är en numera försvunnen runsten som stått vid Nedre Söderby i Sorunda socken på Södertörn. Den försvann redan på 1800-talet och har därefter förgäves eftersökts. Stenen är endast känd genom en teckning från 1600-talet och den uppges redan då varit skadad, särskilt i övre vänstra hörnet där en del text gått förlorad.

## Inskrift
Translitterering av runraden:
[fuluki × lit raisa + s(t)... ... ...burn + auk + ku--s · biai]
Normalisering till runsvenska:
Fullugi let ræisa st[æin] ... ...biorn ok ku--s biai.
Översättning till nusvenska:
Fulluge lät resa stenen ...-björn och ...